# Olga Szwałkiewicz
Olga Maria Szwałkiewicz z domu Hurich (ur. 4 października 1922 w Glińsku, zm. 16 listopada 2023 w Olsztynie) – polska lekarka i polityk, posłanka na Sejm PRL III i IV kadencji.

## Życiorys
Córka Zygmunta i Heleny z domu Jaremkiewicz. Uzyskała wykształcenie wyższe, z zawodu lekarka. Pełniła funkcję Dyrektora Wojewódzkiego Szpitala Dziecięcego w Olsztynie. W 1961 i 1965 uzyskiwała mandat posła na Sejm PRL w okręgu Olsztyn, przez dwie kadencje była zastępcą przewodniczącego Komisji Zdrowia i Kultury Fizycznej.
Została pochowana na cmentarzu komunalnym w Olsztynie.

## Odznaczenia
- Krzyż Kawalerski Orderu Odrodzenia Polski
- Złoty Krzyż Zasługi
- Odznaka 1000-lecia Państwa Polskiego[5]
- Odznaka honorowa „Za wzorową pracę w służbie zdrowia”
- Odznaczenie „Zasłużony Lekarz Warmii i Mazur”